# Ernesto, Duque de Saxe-Hildburghausen
Ernesto de Saxe-Hildburghausen (12 de junho de 1655 - 17 de outubro de 1715) foi o primeiro duque de Saxe-Hildburghausen.

## Biografia
Quando o seu pai morreu em 1675, Ernesto e os seus seus irmãos assumiram o governo do ducado em conjunto. Cinco anos depois, em 1680, e sob ameaça de divisão das terras da família, Ernesto recebeu as cidades de Hildburghausen, Eisfeld, Heldburg e Königsberg, tornando-se assim o fundador da casa e primeiro duque de Saxe-Hildburghausen. Quando os seus irmãos mais velhos, Henrique e Alberto, morreram sem deixar herdeiros masculinos, Ernesto recebeu as cidades de Sonnefeld e Behringen.
Ernesto escolheu a cidade de Hildburghausen para viver com a sua família e foi aí que começou a construir o seu castelo. Em 1710, aceitou construir nas suas terras uma nova cidade destinada a acolher famílias huguenotes, expulsas de França devido ao Édito de Nantes.
Como Mestre-de-Cavalaria, lutou na Batalha de Viena em 1683 e na conquista de Gran e Neuhaeusel, em 1685. Depois prestou serviço militar no exército dinamarquês na posição de coronel, para participar na conquista de Kaiserwerth.
Ernesto ficou seriamente endividado, principalmente com dinheiro dos irmãos, devido à construção da sua nova residência e nem o aumento dos impostos no seu estado reduziu o montante.

## Casamento e descendência
Ernesto casou-se no dia 30 de novembro de 1680 com a duquesa Sofia de Waldeck de quem teve cinco filhos:
1. Ernesto Frederico I, Duque de Saxe-Hildburghausen (21 de agosto de 1681 - 9 de março de 1724), casado com a condessa Sofia Albertina de Erbach-Erbach; com descendência.
2. Sofia Carlota de Saxe-Hildburghausen (23 de dezembro de 1682 - 20 de abril de 1684), morreu com um ano e meio de idade.
3. Sofia Carlota de Saxe-Hildburghausen (23 de março de 1685 - 4 de junho de 1710), morreu com vinte-e-cinco anos de idade; sem descendência.
4. Carlos Guilherme de Saxe-Hildburghausen (25 de julho de 1686 - 2 de abril de 1687), morreu com nove meses de idade.
5. José de Saxe-Hildburghausen (5 de outubro de 1702 - 4 de janeiro de 1787), regente de Saxe-Hildburghausen. Casado com a princesa Maria Ana Vitória de Sabóia; sem descendência.

## Genealogia
| Ernesto de Saxe-Hildburghausen | Pai: Ernesto I, Duque de Saxe-Gota   | Avô paterno: João II, Duque de Saxe-Weimar                                | Bisavô paterno João Guilherme, Duque de Saxe-Weimar           |
| Ernesto de Saxe-Hildburghausen | Pai: Ernesto I, Duque de Saxe-Gota   | Avô paterno: João II, Duque de Saxe-Weimar                                | Bisavó paterna: Doroteia Susana do Palatinado-Simmern         |
| Ernesto de Saxe-Hildburghausen | Pai: Ernesto I, Duque de Saxe-Gota   | Avó paterna: Doroteia Maria de Anhalt                                     | Bisavô paterno: Joaquim Ernesto, Príncipe de Anhalt           |
| Ernesto de Saxe-Hildburghausen | Pai: Ernesto I, Duque de Saxe-Gota   | Avó paterna: Doroteia Maria de Anhalt                                     | Bisavó paterna: Leonor de Württemberg                         |
| Ernesto de Saxe-Hildburghausen | Mãe: Isabel Sofia de Saxe-Altemburgo | Avô materno: João Filipe, Duque de Saxe-Altemburgo                        | Bisavô materno: Frederico Guilherme I, Duque de Saxe-Weimar   |
| Ernesto de Saxe-Hildburghausen | Mãe: Isabel Sofia de Saxe-Altemburgo | Avô materno: João Filipe, Duque de Saxe-Altemburgo                        | Bisavó materna: Ana Maria do Palatinado-Neuburgo              |
| Ernesto de Saxe-Hildburghausen | Mãe: Isabel Sofia de Saxe-Altemburgo | Avó materna: Isabel de Brunsvique-Volfembutel, Duquesa de Saxe-Altemburgo | Bisavô materno: Henrique Júlio, Duque de Brunsvique-Luneburgo |
| Ernesto de Saxe-Hildburghausen | Mãe: Isabel Sofia de Saxe-Altemburgo | Avó materna: Isabel de Brunsvique-Volfembutel, Duquesa de Saxe-Altemburgo | Bisavó materna: Isabel da Dinamarca                           |